# Pygora immaculata
Pygora immaculata är en skalbaggsart som beskrevs av Leon Fairmaire 1903. Pygora immaculata ingår i släktet Pygora och familjen Cetoniidae. Inga underarter finns listade i Catalogue of Life.